# کریستین زاکاردو
کریستیان زاکاردو (ایتالیایی: Cristian Zaccardo؛ زادهٔ ۲۱ دسامبر ۱۹۸۱) بازیکن فوتبال اهل ایتالیا است 

## تیم ملی
از سال ۲۰۰۴ میلادی عضو تیم ملی فوتبال ایتالیا بوده و در ۱۷ بازی ملی حضور داشته‌است. او در بازی‌های ملی‌اش ۱ گل به ثمر رساند.

## افتخارات

### باشگاهی
وولفسبورگ
- بوندس‌لیگا: ۰۹–۲۰۰۸

### ملی
ایتالیا
- جام جهانی فوتبال: ۲۰۰۶